# Alexander Igorewitsch Tschernyschow
Alexander Igorewitsch Tschernyschow (russisch Александр Игоревич Чернышов; * 19. September 1992 in Moskau) ist ein ehemaliger russischer Biathlet.
Alexander Tschernyschow lebt und studiert in Moskau. Der von Jelena Tschernyschowa trainierte Athlet begann 2002 mit dem Biathlonsport und gehört seit 2011 dem russischen Nationalkader an. Er gab erfolgreich sein internationales Debüt bei den Biathlon-Juniorenweltmeisterschaften 2011 in Nové Město na Moravě und verpasste als Vierter des Sprints und Fünfter der Verfolgung zunächst knapp die Medaillenränge. Mit Alexander Loginow und Maxim Zwetkow gewann er den Titel im Staffelrennen. Zwei Jahre später gewann er in Obertilliach mit seinen beiden Staffelkameraden von 2011 sowie Timur Machambetow Staffel-Bronze. Zudem erreichte er im Sprint Rang acht und in der Verfolgung Platz sechs. Es folgten die Juniorenrennen der Biathlon-Europameisterschaften 2013 in Bansko. Im Einzel belegte Tschernyschow den 20. Platz, mit Jelena Badanina, Jelena Ankudinowa und Timur Machambetow gewann er im Mixed-Staffelrennen die Silbermedaille.
2014 debütierte Tschernyschow bei den Männern im IBU-Cup. Bei seinem ersten Einzel in Ridnaun gewann er als 19. sogleich erste Punkte. In Ruhpolding verbesserte er sein bestes Einzelergebnis auf Rang 13 in einem Verfolgungsrennen und erreichte an der Seite von Jekaterina Jurjewa, Walentina Nasarowa und Sergei Korastylew als Zweitplatzierter im Mixed-Staffelrennen erstmals eine Podiumsplatzierung.
Anfang November 2018 wurde bekannt, dass die Internationale Biathlon-Union ein Dopingverfahren gegen Tschernyschow sowie Swetlana Slepzowa, Alexander Petschonkin und Jewgeni Ustjugow aufgrund auffälliger Proben aus den Jahren 2012 bis 2015 eröffnet hat.